# Nina Hagen Band (album)
Albums de Nina Hagen
Unbehagen
(1979)
Singles
1. TV-Glotzer
Sortie : 1978
2. Auf'm Bahnhof Zoo
Sortie : 1978
3. Unbeschreiblich Weiblich
Sortie : 1979
4. Naturträne
Sortie : 1979

Nina Hagen Band est le premier album studio officiel de Nina Hagen et du Nina Hagen Band. Il est sorti en 1978 sur le label CBS Records et a été produit par Tom Müller, Ralf Nowy et le groupe. 

## Historique
L'album a été réalisé après que Hagen a formé en 1977 le groupe avec les musiciens Herwig Mitteregger, Reinhold Heil, Manfred Praeker et Bernhard Potschka. Cet album a reçu une majorité de critiques positives dans la presse musicale et est considéré comme un album important de la musique rock allemande. Beaucoup le décrivent comme le détonateur qui aboutira ultérieurement sur la new wave allemande.
Cet album est caractérisé par une production complexe et par des styles musicaux variés. TV-Glotzer (une reprise de la chanson White Punks On Dope par The Tubes, que le groupe Hagen a traduit en allemand) et Auf’m Bahnhof Zoo comprennent des éléments de rock n' roll, Heiß est un morceau reggae, Pank est une chanson punk rapide, tandis que Naturträne et Der Spinner sont des ballades rock plus lentes pour lesquelles Nina Hagen alterne des accents lyriques et des moments suraigus.
Tous les textes ont été écrits par Nina Hagen elle-même, ils reposent sur des choix bizarres et sont parfois accompagnés par des mots provocateurs. Certaines des chansons de l'album furent controversées par les médias allemands. Dans Unbeschreiblich Weiblich, Nina Hagen prend parti en faveur de l'avortement, dans Auf'm Bahnhof Zoo, elle décrit une rencontre lesbienne dans les toilettes des dames, et dans Pank, elle chante "Ich bin nicht deine Fickmaschine, spritz-spritz, das ist’n Witz (Je ne suis pas ta machine à baiser, éjacule - éjacule, la mauvaise blague.)"
Le cliché du devant de la pochette de l'album a été pris par le photographe et directeur du groupe, Jim Rakete. Il montre un portrait en noir et blanc colorisé de Nina Hagen avec une cigarette entre les lèvres. À l'arrière de l'album, le reste du groupe se tient devant un mur, sur lequel pend une affiche de la couverture du disque.
Il se classa à la 11e place des charts allemands et sera certifié disque d'or pour plus de 250 000 albums vendus. En France l'album a été certifié disque d'or en 1982.

## Liste des titres
Face 1
| No | Titre                                                   | Auteur                              | Durée |
| -- | ------------------------------------------------------- | ----------------------------------- | ----- |
| 1. | TV-Glotzer (White Punks On Dope) (Reprise de The Tubes) | Spooner, Evans, Streen / Nina Hagen | 5:13  |
| 2. | Rangehn                                                 | Bernhard Potschka, Hagen            | 3:25  |
| 3. | Unbeschreiblich ♀                                       | Manfred Praeker, Hagen              | 3:30  |
| 4. | Auf'm Bahnof Zoo                                        | Praeker, Reinhold Heil, Hagen       | 5:24  |
| 5. | Naturträne                                              | Hagen                               | 4:06  |

Face 2
| No  | Titre           | Auteur                         | Durée |
| --- | --------------- | ------------------------------ | ----- |
| 6.  | Superboy        | Herwig Mitteregger, Hagen      | 4:02  |
| 7.  | Heiss           | Hagen, Potschka, Praeker, Heil | 4:08  |
| 8.  | Fisch Im Wasser | Hagen                          | 0:56  |
| 9.  | Auf'm Friedhof  | Potschka, Mitteregger, Hagen   | 6:14  |
| 10. | Der Spinner     | Mitteregger, Hagen             | 3:16  |
| 11. | Pank            | Ariane Forster, Hagen          | 1:45  |

## Musiciens
- Nina Hagen : chant.
- Manfred Praeker : basse, chœurs.
- Reinhold Heil : claviers.
- Bernhard Potschka : guitares, chœurs.
- Herwig Mitteregger : batterie, percussions, vibraphone.

## Charts & certifications
| Pays      | Durée du classement | Meilleur classement |
| --------- | ------------------- | ------------------- |
| Allemagne | 46 semaines         | 11e                 |
| Autriche  | 4 semaines          | 24e                 |
| Pays-Bas  | 24 semaines         | 7e                  |
| Suisse    | 3 semaines          | 10e                 |

| Pays      | Ventes    | Certification | Date |
| --------- | --------- | ------------- | ---- |
| Allemagne | 250 000 + | Or            | 1979 |
| France    | 100 000 + | Or            | 1982 |
| Pays-Bas  | 50 000 +  | Or            | 1979 |

### Charts singles
| Date       | Single                   | Chart       | durée du classement | Position |
| ---------- | ------------------------ | ----------- | ------------------- | -------- |
| 27/01/1979 | Naturträne               | Mega Top 50 | 1 semaine           | 49e      |
| 03/03/1979 | Unbeschreiblich Weiblich | Mega Top 50 | 4 semaines          | 42e      |